# Фишер, Анна Ли
А́нна Ли «Тингл» Фи́шер (англ. Anna Lee «Tingle» Fisher; род. 1949) — астронавт США, первая мать, побывавшая в космосе. Совершила один космический полёт на шаттле в качестве специалиста полёта: STS-51A (1984) «Дискавери», химик.

## Рождение и образование
Родилась 24 августа 1949 года в городе Сент-Олбанс, пригороде Нью-Йорка, но своим родным считает город Сан-Педро в Калифорнии. Девичья фамилия Тингл, Фишер — фамилия её второго мужа. В 1967 году окончила среднюю школу в городе Сан — Педро. В 1971 году окончила Университет Калифорнии в Лос-Анджелесе и получила степень бакалавра наук по химии. В 1976 году в том же Университете получила степень доктора медицины, в 1987 году — степень магистра наук по химии.

## До полёта
После окончания в 1971 году Университета в течение года работала в аспирантуре в UCLA, занимаясь кристаллографическим анализом металлокарборанов с помощью рентгеновских лучей. После получения в 1976 году степени доктора наук в течение года работала врачом-интерном в стационарном общем госпитале в городе Торранс в Калифорнии. Затем работала в области неотложной медицинской помощи в различных госпиталях штата Калифорния.

## Космическая подготовка
16 января 1978 года была зачислена в отряд астронавтов НАСА во время 8-го набора. Прошла Курс Общекосмической подготовки (ОКП) и в августе 1979 года была зачислена в Отдел астронавтов в качестве специалиста полета. Работала представителем экипажей шаттлов в группе разработки и тестировании дистанционного телескопического манипулятора, устройства для перемещения астронавта (EMU). Занималась оценкой уровня подготовки экипажей STS-2, STS-3 и STS-4. Во время полета STS-9 работала оператором связи с экипажем в центре управления.

## Космический полёт

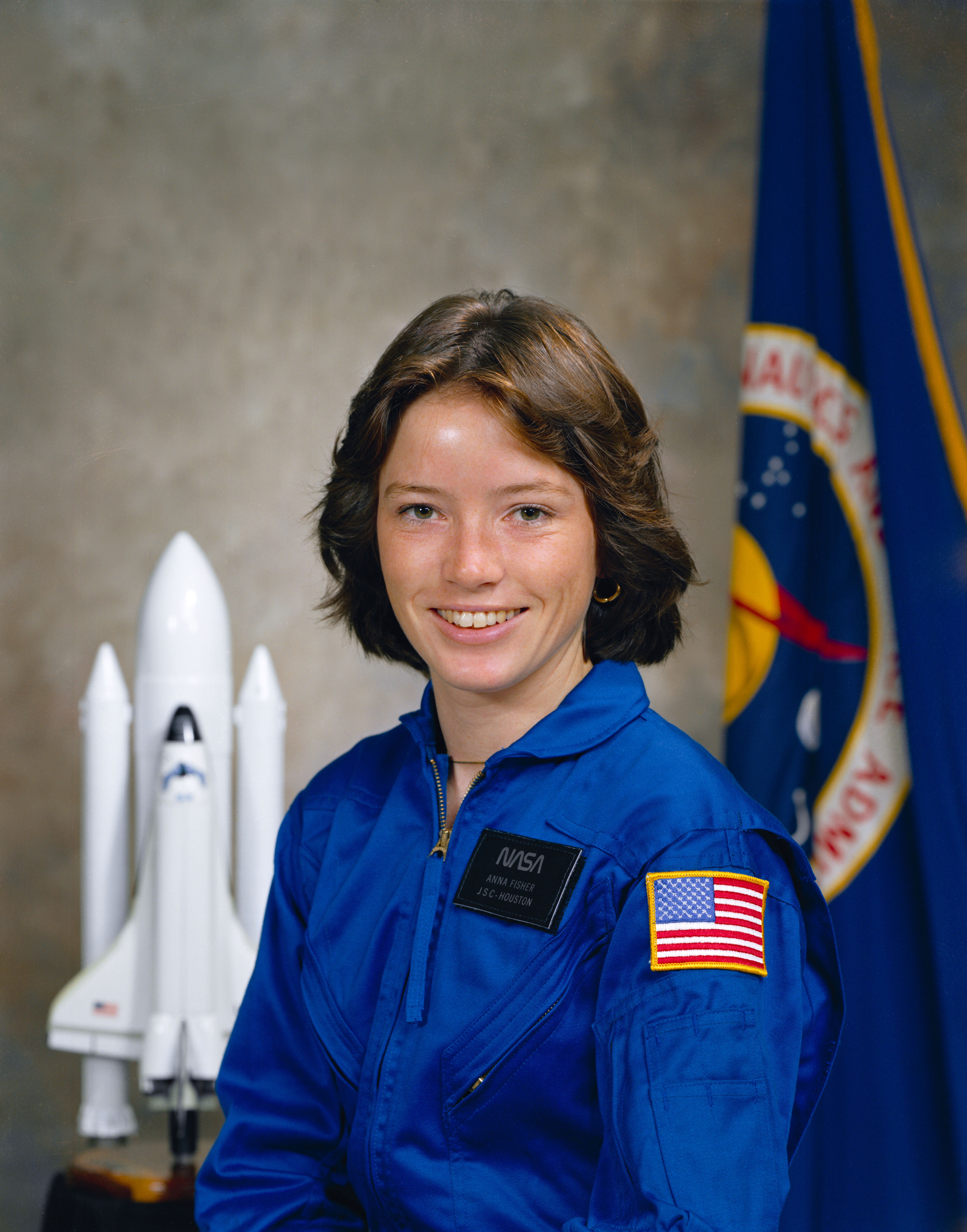
Анна Фишер в 1979 году

- Первый полёт — STS-51A[4], шаттл «Дискавери». C 8 по 16 ноября 1984 года в качестве специалиста полета. Продолжительность полёта составила 7 суток 23 часа 46 минут[5].

Общая продолжительность полётов в космос — 7 суток 23 часа 46 минут.

## После полёта
Получила назначение в экипаж STS-61H в качестве специалиста полета. Полет был намечен на 24 июня 1986 года, но был отменен после катастрофы шаттла «Челленджер» (STS-51L). Работала заместителем начальника отделения планирования полетов, входила в комиссию по отбору астронавтов во время набора 1987 года. В 1989—1996 года не работала в связи с рождением второй дочери. В 1996 году была назначена в Отделение планирования полетов (в июне 1997 — июне 1998 года была его начальником), где занималась составлением полетных заданий и подготовкой тренировочного процесса для экипажей МКС. С июня 1998 по июнь 1999 года работала заместителем начальника отделения МКС по вопросам планирования и тренировок, а затем возглавила это Отделение. Долгое время оставалась активным астронавтом, но в январе 2011 года появилось сообщение о её переводе в категорию астронавтов-менеджеров и переходе на работу в Центр космических исследований имени Джонсона в Техасе. Работала над проектом «Орион» до выхода на пенсию в апреле 2017 года.

## Награды и премии
Награждена: Премия «Национального научного фонда» (1970 и 1971), Медаль «За космический полёт» (1984), Медаль «За исключительные заслуги» (1999) и многие другие.

## Семья
Муж (бывший) — Симмс, муж (бывший) — Уильям Фредерик Фишер, дочери (от второго брака): Кристин Энн (род. 29.07.1983) и Кэйр Линн (род. 10.01.1989). Увлечения: водные и зимние лыжи, бег, подводное плавание, чтение и фотографирование, любит проводить время со своей семьей и дочерьми.